# АСУ-76
АСУ-76 — дослідна полегшена радянська авіадесантна гусінна САУ, що розроблялася із можливістю десантування з планера для потреб повітряно-десантних військ.

## Історія створення
У 1944 році заводом № 38 Наркомата танкової промисловості в ініціативному порядку були розроблені і виготовлені три дослідних зразки полегшених САУ ОСУ-76, на яких були встановлені елементи 76-мм дивізійних гармат ЗІС-3 конструкції В. Р. Грабіна.
У середині 1944 року ОСУ-76 пройшла полігонні випробування, в результаті яких виявилися ряд недоліків в конструкції машин і озброєнні. У висновку комісії було сказано, що для забезпечення належних бойових якостей ОСУ-76, на ній треба встановити нову 76-мм гармату з балістикою як у ЗІС-3, але меншим опором відкоту.
Проєктування нової гармати для ОСУ-76 було доручено заводу № 235, який в лютому 1945 року подав ГАУ проєкт двох варіантів самохідних гармат. Однак, у результаті розгляду ГАУ відхилив обидва варіанти.
У червні 1946 року НТК ГБТУ видав заводу № 340 Мінавтомобільпрома ТТВ на конструктивне доопрацювання ОСУ-76. Після чого, у відповідності із постановою Ради Міністрів СРСР від 17 жовтня 1946 року, проєктування та виготовлення 76-мм гармати було доручено заводу № 92 (м. Горький), а виготовлення шасі — заводу № 40 (з 26 вересня 1948 року — Митіщинській ордена Вітчизняної війни I ступеня машинобудівний завод, ММЗ).
Проєкт гармати, яка отримала заводський індекс ЛБ-76С («ЛБ» — Лаврентій Берія), був розглянутий і схвалений у грудні 1946 року. Ескізний проєкт оригінального шасі для самохідки «Об'єкт 570» в митищинському ОКБ-40 на чолі з М. А. Астровим був виконаний у березні 1947 року, в червні був готовий технічний проєкт.
У листопаді 1947 року на заводі № 92 було виготовлено два дослідних зразка гармати. Для подальшого монтажу їх передали на завод № 40, де в грудні 1947 року був виготовлений перший дослідний зразок шасі «Об'єкт 570».
Ходові випробовування і стрільби (282 постріли і 2261 км пробігу) першого дослідного зразка були проведені з 7 червня по 28 липня 1948 року на полігоні НДІ БТ в Кубінці.
Другий зразок з 11 червня по 5 липня 1948 року проходив випробування на ГНІАПі в Ленінграді і здійснив 1338 пострілів. За результатами випробувань ГАУ запропонувало заводу № 92 внести ряд змін в конструкцію гармати. До кінця року 10 модифікованих гармат ЛБ-76С (Д-56С) були виготовлені для військових випробувань і доставлені на завод № 40 для установки на шасі.
З 1 липня по 1 вересня 1949 року чотири самохідки з новими гарматами проходили військові випробування в районі Тули в складі 38-го повітряно-десантного корпусу. Комісія визнала результати випробувань задовільними і рекомендувала САУ до прийняття на озброєння.
Постановою Радміну СРСР від 17 грудня 1949 року № 5560-2153 «авіадесантна самохідна артилерійська установка АСУ-76» була прийнята на озброєння. Однак у виробництво її не запустили через недоробки планера Іл-32 і його буксирувальника.